# Jacques Swaters
Jacques Swaters (Woluwe-Saint-Lambert, 1926. október 30. – Brüsszel, 2010. december 10.) volt belga autóversenyző.

## Pályafutása

### Versenyzőként
A II. világháborúból hazatérve barátja, az autóversenyző André Pilette unszolására az apai örökségét egy Le Mans MG sportautóra váltotta, és 1948-ban el is indult vele Paul Frère párjaként a Spában rendezett 24 órás viadalon. Kategóriájukban a negyedik helyen végeztek. Nem sokkal ezután Pilette-tel, Charles de Tornaco-val és Roger Laurent-nal megalapították az Ecurie Belgique versenycsapatot, amelynek a részére vásároltak egy Talbot-Lago T26C autót. Az 1951-es világbajnokság két futamán, a Német és az Olasz Nagydíjon Swaters ezzel a kocsival belépett a Formula–1-es versenyzők közé, előbbi viadalon tizedikként végzett, míg az utóbbit műszaki hiba miatt nem tudta befejezni.
Második szezonjában, 1953-ban pedig a csapat már a Ferrari autójával indult a világbajnokság bizonyos nagydíjain. Ebben az időszakban a csapat már Ecurie Francorchamps néven futott, mivel a belga szövetség nem nézte jó szemmel, hogy Swatersék az ország nevét használják, ráadásul egy másik belgának, Johnny Claesnek is volt egy istállója szinte azonos, Ecurie Belge néven. Swaters összesen hét nagydíjon indult a királykategóriában, legjobb helyezése egy hetedik pozíció volt, de bajnokságon kívüli versenyeken voltak sokkal fényesebb eredményei is, 1953-ban nyert a rettegett berlini AVUS pályán, amit legnagyobb sikerének tartott. Az 1957-es évben versenyzett utoljára, aztán pályafutása újabb fejezetébe lépett.

### Csapatvezetőként
Barátjának és kollégájának, de Tornaco-nak 1953-ban egy edzésbalesetben bekövetkezett halála után a Nagydíj-versenyzéstől visszavonult, bár sportautó-viadalokon még 1957-ig elindult. Az Ecurie Francorchamps, amelyet korábban is ő menedzselt, eddigre már egyesült az Ecuerie Belge alakulattal, és az Equipe National Belge nevet vették fel. Ez az alakulat, melyet a Shell szponzorált, szintén több Formula–1-es futamon indult, az ülésben megfordult az időszak összes fontos belga pilótája, mint Lucien Bianchi, Willy Mairesse vagy Olivier Gendebien. Bianchi az 1960-as spái versenyen hatodik lett, ez volt a csapat és elődjeinek egyetlen pontszerzése.
Később Swaters újraélesztette az Ecurie Francorchamps nevet, és a Ferrari ügyfeleként világszerte indult Formula–1-en kívüli versenyeken, köztük a Le Mans-i 24 óráson. Legnagyobb lehetőségük az 1965-ös kiadás lehetett volna, amelyen minden gyári autó kihullt a küzdelemből az éjszaka folyamán. A sárga 250 LM azonban bírta a strapát, és délután 2-ig úgy tűnt, győzni fog. A hátsó gumi azonban eldurrant, így második helyre szorultak egy másik ferraris csapat, a NART mögé. Az alakulat utolsó Le Mans-ja az 1982-es volt, miután pedig felhagyott a csapatvezetéssel, Swaters az autókereskedésre koncentrált.

### Autókereskedőként
Enzo Ferrari asszisztense őt kérte meg, hogy keresse meg a belga vámon elkeveredett egyik autót, már 1953-ban megkapta a Ferrari importőri jogát a Benelux-államokban. Pár évvel később 17 autót adott el, úgy, hogy akkoriban nagyon kevés, mindössze 150 utcai Ferrari készült évente. Az ezredfordulóig Swaters 3500 Ferrarit értékesített.

## Magánélete
2 hónapos volt, amikor elveszítette anyját, 12 éves, amikor apját. Hónapokkal később pedig kitört a második világháború, rá egy évre Németország megszállta Belgiumot. 16 évesen Jacques az ellenálláshoz csatlakozott küldöncként, egy alkalommal elfogták, megverték, vallatták. Később ejtőernyősnek képezte ki a brit sereg, és Hollandiában harcolt. A háború után egyetemre ment, de hiányolta az izgalmat és adrenalint, ami addigi életét jellemezte.

## Érdekesség
Swaters életének egyik legkülönlegesebb története fűződik az F2-es Ferrari 500 átvételéhez. Swaters első alkalommal utazott Olaszországba, Enzo Ferrari modenai gyárába, hogy megkapja az autót, de három napig várakoztatták, amíg teljesen elkészült a Belgium versenyszínére, csupa sárgára festett masina. Péntek volt, Swaters versenyét pedig vasárnap tartották, már nem jutott idő arra, hogy kamionnal szállítsák el a futam helyszínére, a belga Chimay városába. Merész és meghökkentő ötlettel állt elő, úgy döntött, az autóval teszi meg a röpke 1000 kilométert a pályáig. Az elképzelés őrült voltát támasztja alá, hogy a kocsinak nem volt szélvédője, lámpái és biztosítása sem. De legalább benzinkúton is kapható üzemanyaggal működött, így Jacques meg tudta tankolni.
Éjszaka vágott át Milánón, majd Olaszország határához ért. Az olasz határőrök „Forza Ferrari” felkiáltással engedték át, a franciákat pedig azzal kenyerezte le, hogy megígérte, jól fog teljesíteni a futamon.  Belgium határátkelőjét azonban zárva találta, de mivel az autó elég alacsony volt, egyszerűen átslisszolt a sorompó alatt.

## Eredményei

### Teljes Formula–1-es eredménysorozata
(Táblázat értelmezése)

(Félkövér: pole-pozícióból indult; dőlt: leggyorsabb kört futott) 

| Év   | Csapat               | Kaszni           | Motor              | 1   | 2   | 3      | 4       | 5   | 6      | 7      | 8      | 9      | Helyezés | Pont |
| ---- | -------------------- | ---------------- | ------------------ | --- | --- | ------ | ------- | --- | ------ | ------ | ------ | ------ | -------- | ---- |
| 1951 | Ecurie Belgique      | Talbot-Lago T26C | Talbot Straight-6  | SUI | 500 | BEL    | FRA     | GBR | GER 10 | ITA ki | ESP    |        | NC       | 0    |
| 1953 | Ecurie Francorchamps | Ferrari 500      | Ferrari Straight-4 | ARG | 500 | NED    | BEL DNS | FRA | GBR    | GER 7  | SUI ki | ITA    | NC       | 0    |
| 1954 | Ecurie Francorchamps | Ferrari 500/625  | Ferrari Straight-4 | ARG | 500 | BEL ki | FRA     | GBR | GER    | SUI 8  | ITA    | ESP ki | NC       | 0    |
| 1955 | Ecurie Filipinetti   | Gordini T16      | Gordini Straight-6 | ARG | MON | 500    | BEL DNA | NED | GBR    | ITA    |        |        | NC       | 0    |

### Le Mans-i 24 órás autóverseny
| Év   | Osztály | Autó                             | Csapat                 | Csapattárs(ak)   | Oszt. hely. |
| ---- | ------- | -------------------------------- | ---------------------- | ---------------- | ----------- |
| 1954 | S 5.0   | Jaguar C-Type Jaguar 3.4L I6     | Ecurie Francorchamps   | Roger Laurent    | 4.          |
| 1955 | S 5.0   | Jaguar D-Type Jaguar 3.4L I6     | Ecurie Francorchamps   | Johnny Claes     | 3.          |
| 1956 | S 5.0   | Jaguar D-Type Jaguar 3.4L I6     | Equipe Nationale Belge | Freddy Rousselle | 4.          |
| 1957 | S 5000  | Ferrari 290MM-C Ferrari 3.5L V12 | Equipe Nationale Belge | Alain de Changy  | Kiesett     |